# Bustingorrytitan shiva
Bustingorrytitan shiva es la única especie conocida del género extinto Bustingorrytitan ("gigante de Bustingorry") de dinosaurio saurópodo litostrotio que vivió a mediados del período Cretácico, hace aproximadamente entre 96 millones de años, durante el Cenomaniense, en lo que es hoy Sudamérica. Sus fósiles fueron encontrados en la Formación Huincul de villa El Chocón, Neuquén, Argentina.

## Descripción

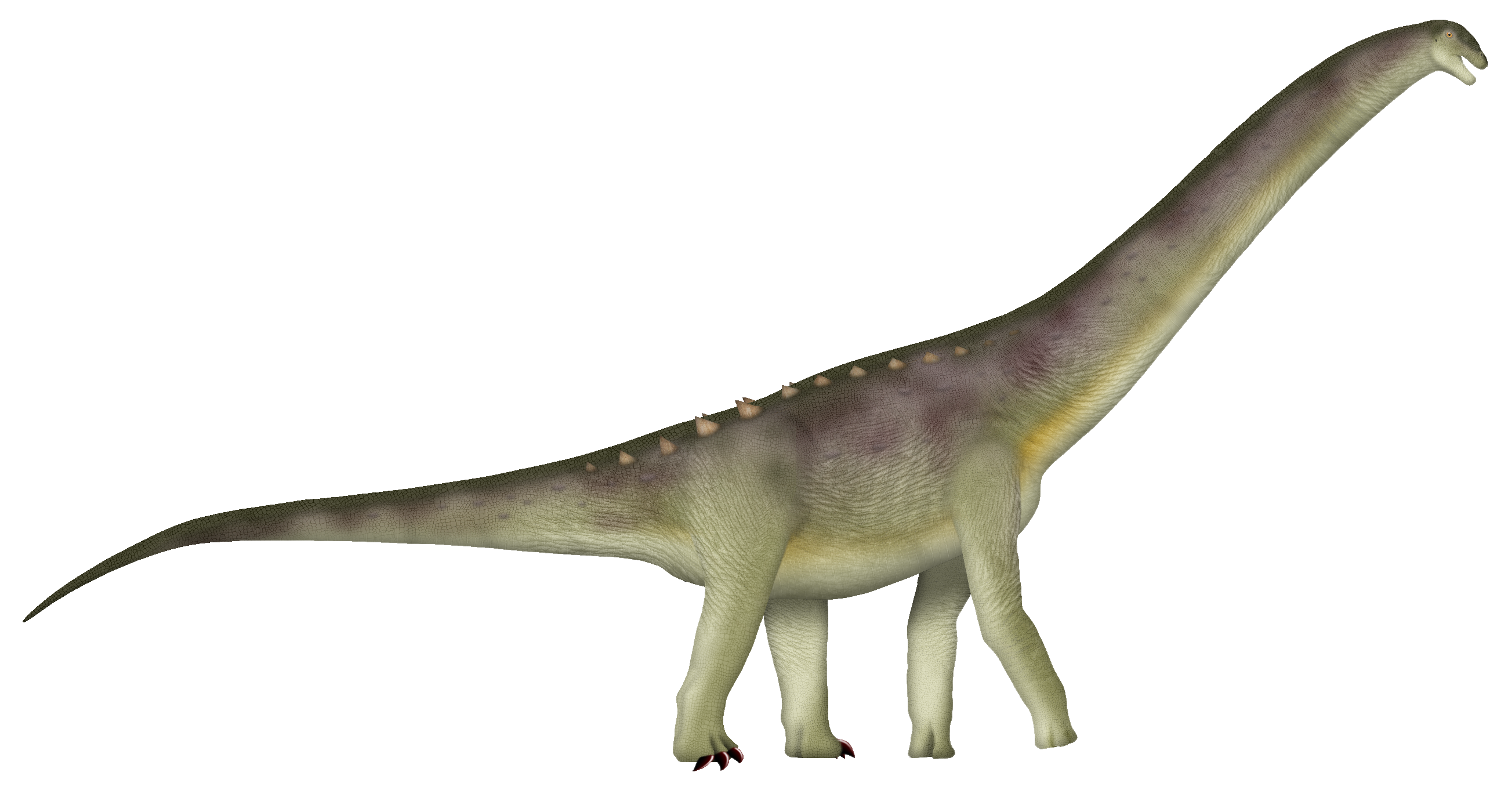
Recreación en vida.

Utilizando alometría de fémur, se estimó que el peso de Bustingorrytitan era de aproximadamente 67.3 toneladas (66.2 toneladas largas; 74.2 toneladas cortas), lo que lo convierte en uno de los titanosaurios más grandes. También es probable que el ejemplar no pertenezca a un animal adulto. Sin embargo, las estimaciones basadas en la alometría de los huesos de las extremidades han sido criticadas por ser poco confiables y cuando se aplican a saurópodos grandes, regularmente producen estimaciones de masa más altas que las producidas por otros métodos.

## Descubrimiento e investigación
En 2001, se descubrieron varios esqueletos de saurópodos en el sitio "Bustingorry II" en Villa El Chocón, incluidos restos pertenecientes tanto a Choconsaurus como a Bustingorrytitan.Este saurópodo fue anunciado en una conferencia el mismo año por María Edith Simón, y recibió el nombre informal de "Sauropodus".Fue descrito por primera vez en 2011, en una tesis de ella misma.

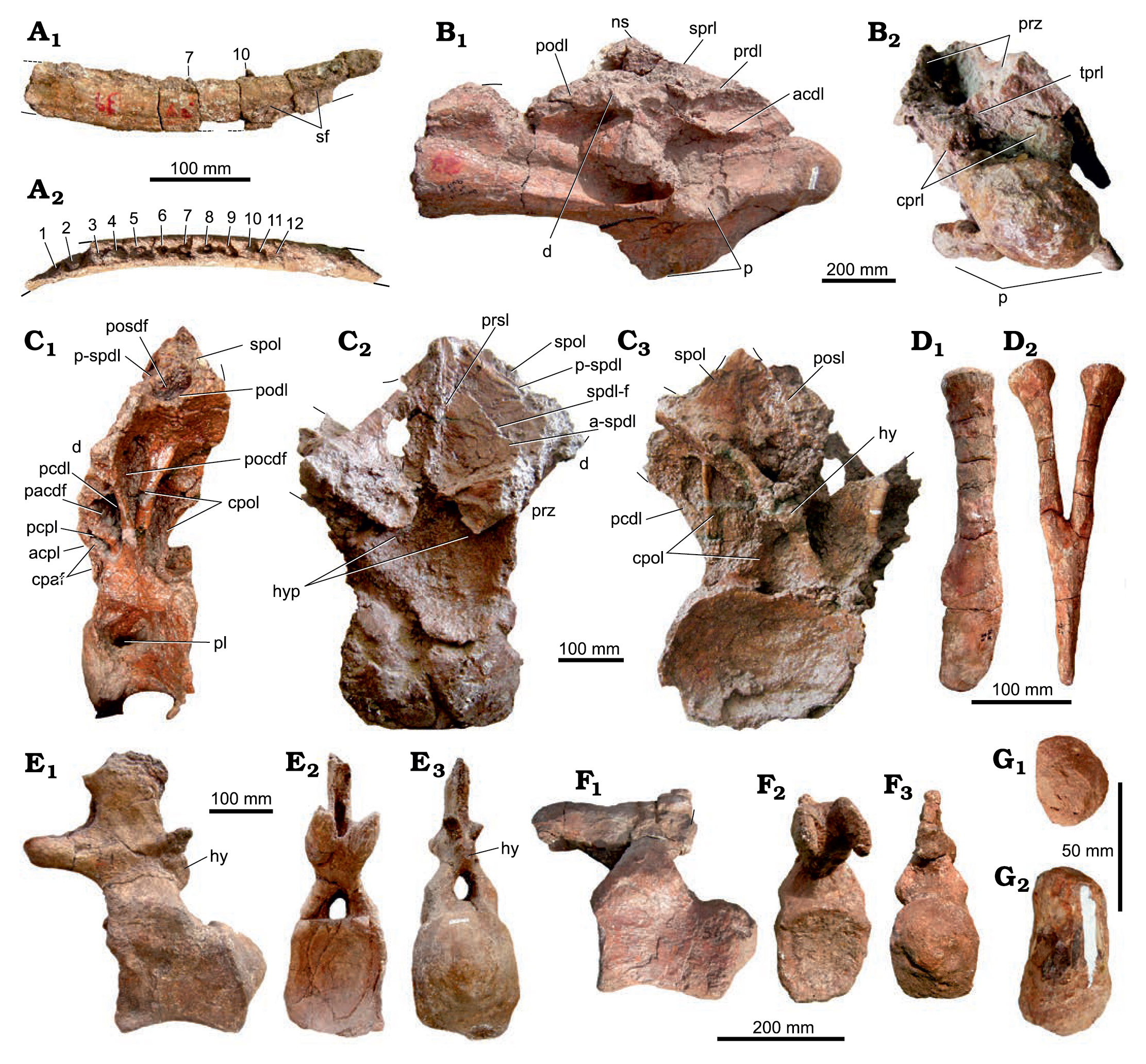
Restos axiales.

Fue nombrado como nuevo género y especie de titanosaurio en 2023. El nombre genérico, "Bustingorrytitan", honra a Manuel Bustingorry, propietario del terreno donde se encontraron los fósiles, combinando su nombre con el término griego de titán, en referencia a su gran tamaño. El nombre específico, "shiva", lleva el nombre del dios hindú Shiva, quien destruye y transforma el universo, en referencia al cambio faunístico cenomaniano-turoniano.
El holotipo de Bustingorrytitan es MMCH-Pv 59/1-40, un esqueleto parcial que incluye un dentario parcial, vértebras, una escápula, un húmero, un fémur, tibias y un peroné. Se conocen cuatro especímenes, que en conjunto incluyen fragmentos de dientes y el esqueleto poscraneal.

## Clasificación

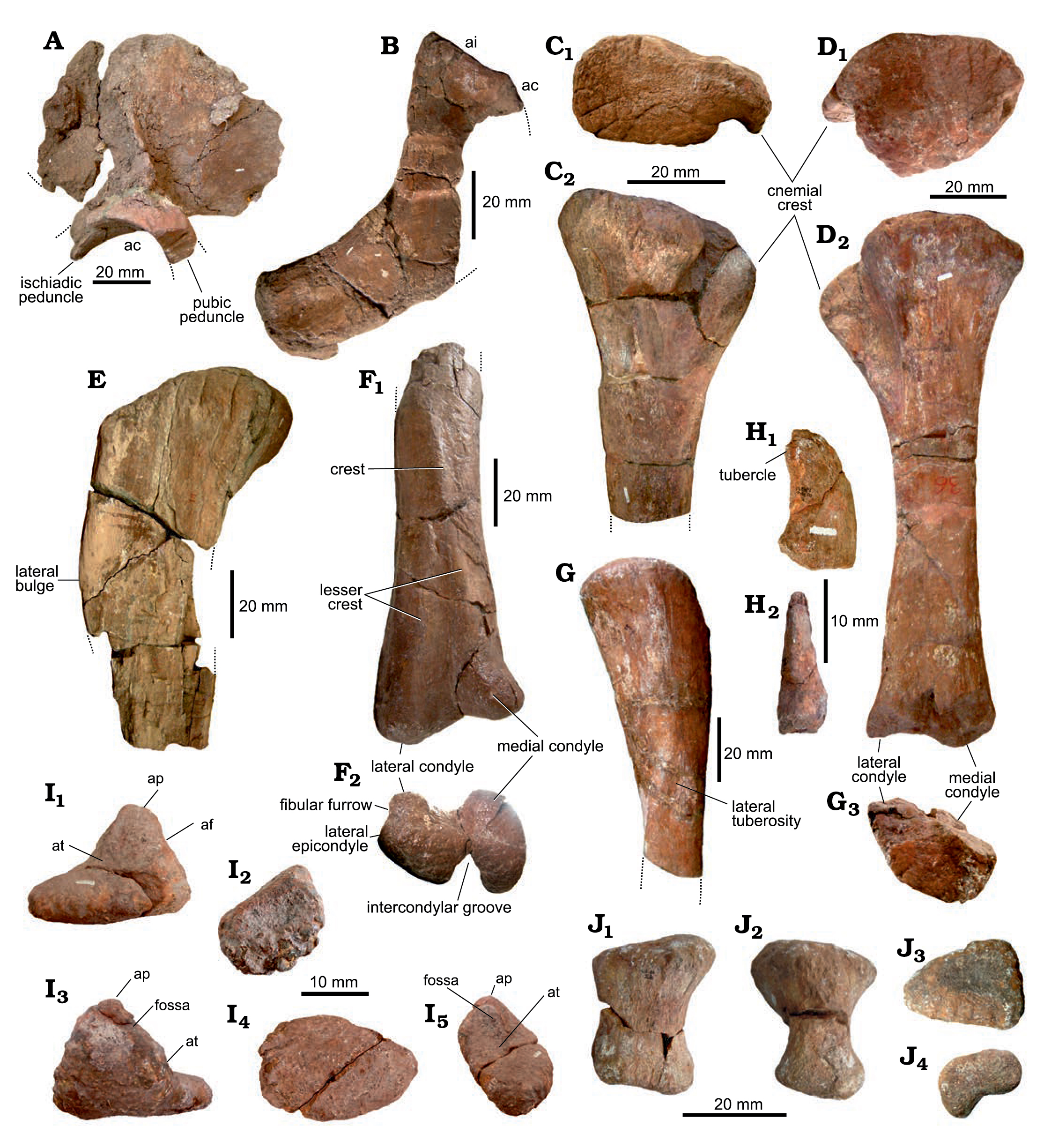
Huesos de la pelvis y las extremidades posteriores.

Bustingorrytitan se incorporó a un análisis filogenético y se encontró como miembro de Lithostrotia, que a su vez se recupera como un subclado de Saltasauroidea, en contraste con la mayoría de los análisis. Los resultados del análisis se muestran en el cladograma a continuación:

|  | Rapetosaurus |
|  |              |
|  | Baurutitan   |
|  |              |

|  | Opisthocoelicaudia                                            |
|  |                                                               |
|  | \| \| Neuquensaurus \| \| \| \| \| \| Saltasaurus \| \| \| \| |
|  |                                                               |
|  | Neuquensaurus                                                 |
|  |                                                               |
|  | Saltasaurus                                                   |
|  |                                                               |

|  | Neuquensaurus |
|  |               |
|  | Saltasaurus   |
|  |               |

|  | Opisthocoelicaudia                                            |
|  |                                                               |
|  | \| \| Neuquensaurus \| \| \| \| \| \| Saltasaurus \| \| \| \| |
|  |                                                               |
|  | Neuquensaurus                                                 |
|  |                                                               |
|  | Saltasaurus                                                   |
|  |                                                               |

|  | Neuquensaurus |
|  |               |
|  | Saltasaurus   |
|  |               |

|  | Rapetosaurus |
|  |              |
|  | Baurutitan   |
|  |              |

|  | Opisthocoelicaudia                                            |
|  |                                                               |
|  | \| \| Neuquensaurus \| \| \| \| \| \| Saltasaurus \| \| \| \| |
|  |                                                               |
|  | Neuquensaurus                                                 |
|  |                                                               |
|  | Saltasaurus                                                   |
|  |                                                               |

|  | Neuquensaurus |
|  |               |
|  | Saltasaurus   |
|  |               |

|  | Opisthocoelicaudia                                            |
|  |                                                               |
|  | \| \| Neuquensaurus \| \| \| \| \| \| Saltasaurus \| \| \| \| |
|  |                                                               |
|  | Neuquensaurus                                                 |
|  |                                                               |
|  | Saltasaurus                                                   |
|  |                                                               |

|  | Neuquensaurus |
|  |               |
|  | Saltasaurus   |
|  |               |

|  | Rapetosaurus |
|  |              |
|  | Baurutitan   |
|  |              |

|  | Opisthocoelicaudia                                            |
|  |                                                               |
|  | \| \| Neuquensaurus \| \| \| \| \| \| Saltasaurus \| \| \| \| |
|  |                                                               |
|  | Neuquensaurus                                                 |
|  |                                                               |
|  | Saltasaurus                                                   |
|  |                                                               |

|  | Neuquensaurus |
|  |               |
|  | Saltasaurus   |
|  |               |

|  | Opisthocoelicaudia                                            |
|  |                                                               |
|  | \| \| Neuquensaurus \| \| \| \| \| \| Saltasaurus \| \| \| \| |
|  |                                                               |
|  | Neuquensaurus                                                 |
|  |                                                               |
|  | Saltasaurus                                                   |
|  |                                                               |

|  | Neuquensaurus |
|  |               |
|  | Saltasaurus   |
|  |               |

|  | Rapetosaurus |
|  |              |
|  | Baurutitan   |
|  |              |

|  | Opisthocoelicaudia                                            |
|  |                                                               |
|  | \| \| Neuquensaurus \| \| \| \| \| \| Saltasaurus \| \| \| \| |
|  |                                                               |
|  | Neuquensaurus                                                 |
|  |                                                               |
|  | Saltasaurus                                                   |
|  |                                                               |

|  | Neuquensaurus |
|  |               |
|  | Saltasaurus   |
|  |               |

|  | Opisthocoelicaudia                                            |
|  |                                                               |
|  | \| \| Neuquensaurus \| \| \| \| \| \| Saltasaurus \| \| \| \| |
|  |                                                               |
|  | Neuquensaurus                                                 |
|  |                                                               |
|  | Saltasaurus                                                   |
|  |                                                               |

|  | Neuquensaurus |
|  |               |
|  | Saltasaurus   |
|  |               |

|  | Rapetosaurus |
|  |              |
|  | Baurutitan   |
|  |              |

|  | Opisthocoelicaudia                                            |
|  |                                                               |
|  | \| \| Neuquensaurus \| \| \| \| \| \| Saltasaurus \| \| \| \| |
|  |                                                               |
|  | Neuquensaurus                                                 |
|  |                                                               |
|  | Saltasaurus                                                   |
|  |                                                               |

|  | Neuquensaurus |
|  |               |
|  | Saltasaurus   |
|  |               |

|  | Opisthocoelicaudia                                            |
|  |                                                               |
|  | \| \| Neuquensaurus \| \| \| \| \| \| Saltasaurus \| \| \| \| |
|  |                                                               |
|  | Neuquensaurus                                                 |
|  |                                                               |
|  | Saltasaurus                                                   |
|  |                                                               |

|  | Neuquensaurus |
|  |               |
|  | Saltasaurus   |
|  |               |

|  | Rapetosaurus |
|  |              |
|  | Baurutitan   |
|  |              |

|  | Opisthocoelicaudia                                            |
|  |                                                               |
|  | \| \| Neuquensaurus \| \| \| \| \| \| Saltasaurus \| \| \| \| |
|  |                                                               |
|  | Neuquensaurus                                                 |
|  |                                                               |
|  | Saltasaurus                                                   |
|  |                                                               |

|  | Neuquensaurus |
|  |               |
|  | Saltasaurus   |
|  |               |

|  | Opisthocoelicaudia                                            |
|  |                                                               |
|  | \| \| Neuquensaurus \| \| \| \| \| \| Saltasaurus \| \| \| \| |
|  |                                                               |
|  | Neuquensaurus                                                 |
|  |                                                               |
|  | Saltasaurus                                                   |
|  |                                                               |

|  | Neuquensaurus |
|  |               |
|  | Saltasaurus   |
|  |               |

|  | Rapetosaurus |
|  |              |
|  | Baurutitan   |
|  |              |

|  | Opisthocoelicaudia                                            |
|  |                                                               |
|  | \| \| Neuquensaurus \| \| \| \| \| \| Saltasaurus \| \| \| \| |
|  |                                                               |
|  | Neuquensaurus                                                 |
|  |                                                               |
|  | Saltasaurus                                                   |
|  |                                                               |

|  | Neuquensaurus |
|  |               |
|  | Saltasaurus   |
|  |               |

|  | Opisthocoelicaudia                                            |
|  |                                                               |
|  | \| \| Neuquensaurus \| \| \| \| \| \| Saltasaurus \| \| \| \| |
|  |                                                               |
|  | Neuquensaurus                                                 |
|  |                                                               |
|  | Saltasaurus                                                   |
|  |                                                               |

|  | Neuquensaurus |
|  |               |
|  | Saltasaurus   |
|  |               |

|  | Rapetosaurus |
|  |              |
|  | Baurutitan   |
|  |              |

|  | Opisthocoelicaudia                                            |
|  |                                                               |
|  | \| \| Neuquensaurus \| \| \| \| \| \| Saltasaurus \| \| \| \| |
|  |                                                               |
|  | Neuquensaurus                                                 |
|  |                                                               |
|  | Saltasaurus                                                   |
|  |                                                               |

|  | Neuquensaurus |
|  |               |
|  | Saltasaurus   |
|  |               |

|  | Opisthocoelicaudia                                            |
|  |                                                               |
|  | \| \| Neuquensaurus \| \| \| \| \| \| Saltasaurus \| \| \| \| |
|  |                                                               |
|  | Neuquensaurus                                                 |
|  |                                                               |
|  | Saltasaurus                                                   |
|  |                                                               |

|  | Neuquensaurus |
|  |               |
|  | Saltasaurus   |
|  |               |

## Paleoecología
Bustingorrytitan fue descubierto en la Formación Huincul en la cual habitaron otros dos titanosaurios gigantes, Argentinosaurus y Chucarosaurus. Los tres no están estrechamente relacionados entre sí, lo que significa que los titanosaurios gigantes existieron varias veces dentro de Eutitanosauria.